# Petit-Fays
Petit-Fays (en wallon Pitit-Fayi) est une section et un village de la commune belge de Bièvre située en Région wallonne dans la province de Namur.
C'était une commune à part entière avant de devenir une section de Monceau-en-Ardenne en 1964, puis de Bièvre en 1977.

## Évolution démographique
- Source: DGS, 1831 à 1970=recensements population, 1976= habitants au 31 décembre

## Patrimoine et culture

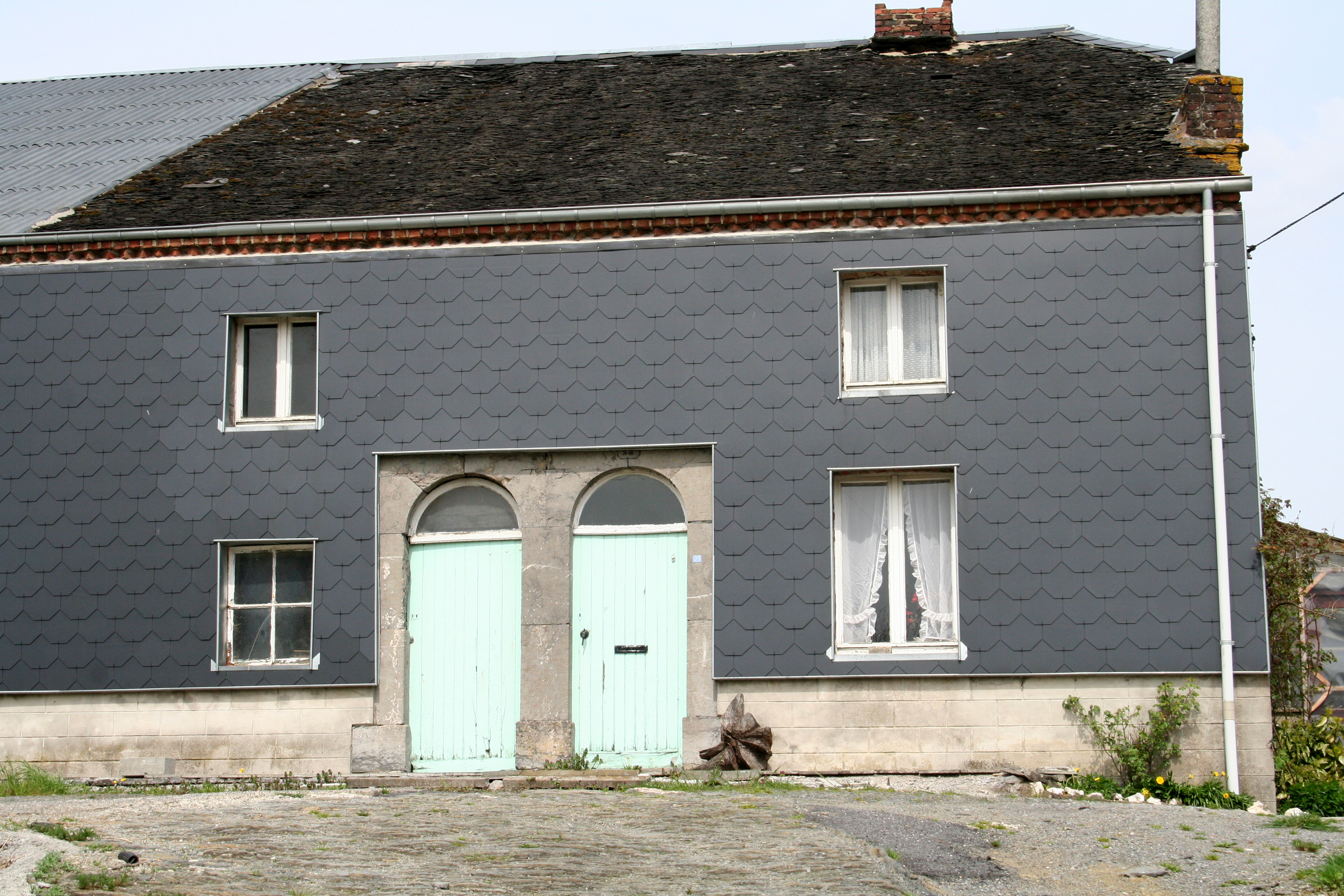
Vieille ferme typique (XIXe siècle).